# انتخابات پارلمانی قبرس شمالی (۲۰۲۲)
انتخابات پارلمانی قبرس شمالی (انگلیسی: 2022 Northern Cypriot parliamentary election) یک  انتخابات زودهنگام است که در ۲۳ ژانویه ۲۰۲۲در قبرس شمالی برگزار می‌شود.با ورود به انتخابات، دولت توسط نخست‌وزیر فائز سوچواوغلو از حزب وحدت ملی (UBP) رهبری می‌شود. کابینه سوچواوغلو که در نوامبر ۲۰۲۱ تشکیل شد، یک دولت ائتلافی اقلیت از UBP و حزب دموکرات (DP) است و تا زمان انتخابات زودهنگام به عنوان یک دولت موقت عمل می‌کند.